# Cenoloba cuprescens
Cenoloba cuprescens is een vlinder uit de familie van de Tineodidae. De wetenschappelijke naam van de soort is voor het eerst geldig gepubliceerd in 1917 door Hampson.